# هيل هاملتون
هيل هاملتون (بالإنجليزية: Hale Hamilton)‏ مواليد 28 فبراير 1880 في توبيكا، الولايات المتحدة - الوفاة 19 مايو 1942 في هوليوود، الولايات المتحدة، هو ممثل أمريكي بدأ مسيرته الفنية سنة 1901. امتدت مسيرته الفنية لأكثر من 39 عاما.

## الأعمال
- البطل
- أنا طريد العدالة ومن سلسلة عصابات
- بيغ هيرتد هربرت

## روابط خارجية
- هيل هاملتون على موقع IMDb (الإنجليزية)
- هيل هاملتون على موقع ألو سيني (الفرنسية)
- هيل هاملتون على موقع أول موفي (الإنجليزية)
- هيل هاملتون على موقع قاعدة بيانات برودواي على الإنترنت (الإنجليزية)
- هيل هاملتون على موقع قاعدة بيانات الأفلام السويدية (السويدية)
- هيل هاملتون على موقع قاعدة بيانات الفيلم (الإنجليزية)
- هيل هاملتون على موقع كينوبويسك (الروسية)